# 13 grzechów
13 grzechów (ang. 13 Sins) – amerykański horror z 2014 roku w reżyserii Daniela Stamma.

## Fabuła
Elliot popada w ogromne długi i pilnie potrzebuje pieniędzy na swój ślub. Pewnego dnia otrzymuje tajemniczy telefon, głos w słuchawce mówi mu, że jest w programie reality show w ukrytej kamerze i jeśli wykona wszystkie 13 zadań, otrzyma nagrodę pieniężną w wysokości 6,2 miliona dolarów. Chłopak zgadza się na warunki gry. Jego pierwsze proste wyzwanie to zabić latającą w jego samochodzie muchę, jednak każdy kolejny etap jest coraz trudniejszy...

## Obsada
- Ron Perlman jako Chilcoat
- Brittney Alger jako pielęgniarka
- Pruitt Taylor Vince jako Vogler
- Mark Webber jako Elliot Bindle
- Rutina Wesley jako Shelby
- Stephanie Honoré jako narkomanka
- Devon Graye jako Michael Bindle
- Tom Bower jako pan Bindle, ojciec Elliota
- Donny Boaz jako Witter
- Deneen Tyler jako Joyce
- Christopher Berry jako detektyw Vance
- Clyde Jones jako Gerry
- Sabrina Gennarino jako mama Katie
- Edward J. Clare jako detektyw Bourdeaus
- Danny Cosmo jako pan Shaw

i inni.